# Cétautomatix
Cétautomatix im Parc Astérix (Plailly, Hauts-de-France, Frankreich) ist eine Stahlachterbahn des Herstellers Gerstlauer Amusement Rides, die am 18. August 2025 eröffnet werden soll.
Der Spinning Coaster befindet sich im Themenbereich Bienvenue chez les Gaulois und ist nach einer Remise der Asterixfigur Automatix thematisiert, wobei Automatix in der französischen Sprache Cétautomatix heißt.
Die 420 m lange Strecke erreicht eine Höhe von 14 m und beschleunigt die Wagen auf eine Höchstgeschwindigkeit von 45 km/h. Neben dem Kettenlifthill am Anfang der Fahrt befindet sich zusätzlich ein Reibrad-Boost in der Mitte der Strecke. Dieser kann auch als Blockbremse fungieren.

## Wagen
Cétautomatix besitzt neun Wagen. In jedem Wagen können vier Personen (zwei Reihen à zwei Personen) Platz nehmen. Wie bei den Spinning Coastern des Herstellers üblich, sitzen sich die Fahrgäste der beiden Reihen gegenüber.